# The Last Shadow Puppets
The Last Shadow Puppets (с англ. «Последние Теневые Марионетки») — инди-рок-группа, совместный проект Алекса Тёрнера, фронтмена Arctic Monkeys, и Майлза Кейна, сольного исполнителя.

## История
The Last Shadow Puppets — супергруппа. Участники Алекс Тернер и Майлз Кейн, при её образовании уже являлись фронтменами двух разных групп — Arctic Monkeys и The Rascals.
The Rascals представляла британскую рок альтернативу и только начинала набирать обороты. Arctic Monkeys уже была раскручена до названия «самой успешной британской рок-группы».
Несмотря на это, два молодых музыканта действовали на равных. Пригласив продюсера Форд Джеймс и аранжировщика Паллетт Оуен, они на время забыли о современном роке и, ориентируясь на музыку 1960-х годов, в основном на Скотта Уокера, выпустили альбом The Age of the Understatement, который после выхода мгновенно занял первое место в британском чарте и удостоился хороших оценок критиков.
Первый концерт группы состоялся в Бруклине, штат Нью-Йорк 4 марта 2008 года. 5 марта на официальном сайте появилось видео сингла «The Age of the Understatement», съёмки которого проходили в Москве.
Дебютный альбом — The Age of the Understatement вышел 21 апреля 2008 года.
В 2007 году The Rascals и Arctic Monkeys провели совместный тур в Великобритании.
12 августа 2010 года The Last Shadow Puppets дали концерт в Лос-Анджелесе в Club Nokia в поддержку Брайана О’Коннора, из группы Eagles of Death Metal, тяжело больного раком. Алекс и Майлз исполнили 6 песен («The Age of Understatement», «My Mistakes Were Made for You», «In My Room», «The Chamber», «Meeting Place» и «Standing Next to Me»). Примечательно, что их новый концерт после столь долгого разрыва состоялся так же в Лос-Анджелесе, где был их предыдущий концерт, который прошел 3 ноября 2008 года.
По словам Паллетта, весной 2016 у The Last Shadow Puppets выйдет новый альбом.
В декабре 2015 года на официальных страницах группы в Facebook и YouTube появились тизеры второго альбома, дата которого назначена на 1 апреля 2016 года. 10 января 2016 года на официальной странице группы в YouTube вышел клип на песню «Bad Habits» (Directed by Ben Chappell), 11 марта «Everything You’ve Come To Expect», 16 марта «Aviation», 17 мая «Miracle Aligner». Также клип «Aviation» является предысторией событий, развивающихся в клипе «Everything You’ve Come To Expect», а клип «Miracle Aligner» — завершением.
24 марта 2016 в Кембридже состоялся первый концерт тура в поддержку альбома «Everything You’ve Come To Expect», 26 августа в Париже на фестивале «Rock en Seine» — последнее выступление. В рамках тура группа выступила на многих фестивалях: Open’er festival, Flow festival, EUROCK Eennes, Sziget, WayHome Music & Arts, Oya festival, Rockwave festival, Frequency Festival, Osheaga, T In The Park, Europavox, Lollapalooza, Rock Werchter, Zurich Openair, Glastonbury, Rock en Seine.
2 декабря вышел EP «The Dream Synopsis», в который вошли две перезаписанные песни с альбома — Aviation и The Dream Synopsis, а также 4 кавер-версии — «Le Cactus» (Original by Jacques Dutronc), «Totally Wired» (Original by The Fall), «This Is Your Life» (Original by Glaxo Babies) и «Is This What You Wanted» (Original by Leonard Cohen).
The Last Shadow Puppets 17 октября 2016 выпустили видео на «Is This What You Wanted», 14 ноября — «Le Cactus», 5 декабря — «This Is Your Life»

## Состав
- Алекс Тёрнер — вокал, гитара, бас
- Майлз Кейн — вокал, гитара, бас
- Джеймс Форд[англ.] — ударные, перкуссия, продюсер

## Дискография

### Студийные альбомы
- The Age of the Understatement (21 апреля 2008 года)
- Everything You've Come To Expect (1 апреля 2016 года)

### Мини-альбомы
- Standing Next to Me EP (8 июля 2008)
- The Dream Synopsis EP (2 декабря 2016)

### Синглы
- The Age Of Understatement
- Standing Next To Me
- My Mistakes Were Made For You
- Everything You’ve Come to Expect
- Miracle Aligner
- Bad Habits
- Aviation
- Is This What You Wanted
- Les Cactus

### Клипы
- The Age of Understatement
- Standing Next To Me
- My Mistakes Were Made For You
- Bad Habits
- Everything You’ve Come To Expect
- Aviation
- Miracle Aligner
- Is This What You Wanted
- Les Cactus
- This Is Your Life